# 르셰네

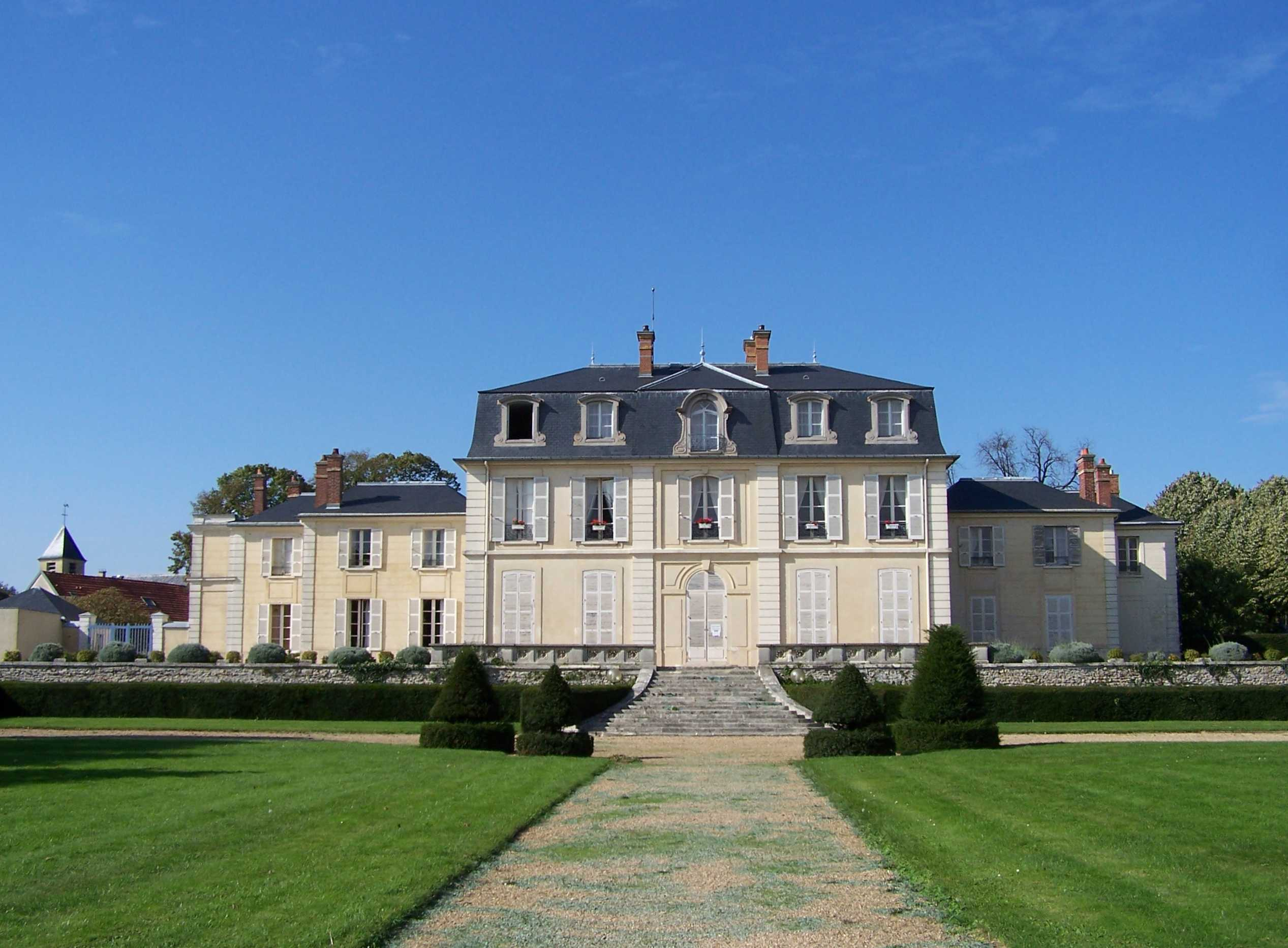
르셰네의 궁전

르셰네(프랑스어: Le Chesnay)는 프랑스 일드프랑스 이블린주에 위치한 도시로 면적은 4.24km2, 인구는 30,227명(2006년 기준), 인구 밀도는 7,100명/km2이다. 파리에서 4.5km 정도 떨어진 곳에 위치한다.

## 같이 보기
- 이블린주의 코뮌 목록